# Monia zelandica
Monia zelandica is een tweekleppigensoort uit de familie van de Anomiidae. De wetenschappelijke naam van de soort is voor het eerst geldig gepubliceerd in 1843 door Gray in Dieffenbach.